# هيديمارو واتانابي
هيديمارو واتانابي (باليابانية: 渡部 英麿) (مواليد 24 سبتمبر 1924)، هو لاعب كرة قدم ياباني سابق كان يلعب كحارس مرمى. سبق له أن لعب مع منتخب اليابان.

## وصلات خارجية
- هيديمارو واتانابي على موقع ناشيونال فوتبول تيمز (الإنجليزية)

- National Football Teams
- Japan National Football Team Database